# Плазма торта
Плазма торта је врста торте из Србије која је добила назив по плазма кексу који од 1967. године производи Концерн Бамби из Пожаревца и српски је бренд.

## Историјат
Плазма торта се преко 30 година припрема у Србији. Припрема ове торта је неизводљива без плазма кекса који је неизоставни састојак. Торта је једноставна за припрему, брзо се може припремити и не пече се. Може се обликовати по жељи и пригодна је за дечје рођендане. Она је веома флексибилна у погледу састојака, па по избору можемо додати сецкану чоколаду, крем бананице, желе бомбоне, ратлук, банане, вишње...
Осим торте од плазме се праве и куглице разних укуса и боја.

## Рецепти
Према једном рецепту за торту су потребни плазма кекс, јаја, шећер, маргарин, ораси, лешник, желе бомбоне, сирће, шлаг, сок од поморанџе. Све састојке треба сјединити и по потреби додати мало сока. Пазити да се маргарин добро истопи и обликовати по жељи. Торту прекрити шлагом или чоколадном глазуром. Ово је најједноставнији рецепт за плазма торту јер садржи само оне састојке без којих ова торта не може да постоји.

## Галерија
- Плазма торта
- Плазма торта
- Плазма торта
- Плазма торта